# 1995 en droit
Cet article présente les faits marquants de l'année 1995 en droit.

## Événements

### Janvier
- x

### Août
- 4 août : loi constitutionnelle modifiant l'article 11 de la Constitution de la cinquième République française en ajoutant la possibilité de faire appel au référendum pour des réformes relatives à la politique économique ou sociale de la Nation et aux services publics qui y concourent.

### Décembre
- x

## Naissances
- x

## Décès
- 2 mars : Suzanne Bastid, professeure de droit français (née le 15 août 1906).